# يوليوس بوروس
يوليوس بوروس (بالإنجليزية: Julius Boros)‏ هو لاعب غولف أمريكي، ولد في 3 مارس 1920 في بريدجبورت في الولايات المتحدة، وتوفي في 28 مايو 1994 في فورت لودرديل في الولايات المتحدة بسبب نوبة قلبية.

## وصلات خارجية
- يوليوس بوروس على موقع رابطة لاعبي الغولف المحترفين (الإنجليزية)
- يوليوس بوروس على موقع قاعة فلوريدا للمشاهير الرياضية (الإنجليزية)
- يوليوس بوروس على موقع إن إن دي بي (الإنجليزية)